# Polyipnus stereope
Polyipnus stereope är en fiskart som beskrevs av Jordan och Starks, 1904. Polyipnus stereope ingår i släktet Polyipnus och familjen pärlemorfiskar. Inga underarter finns listade i Catalogue of Life.